# Distrito de Ataşehir
El Distrito de Ataşehir es un distrito de Estambul, Turquía, situado en la parte anatolia de la ciudad. Cuenta con una población de 351.046 habitantes (2008).